# Волгин, Иван Станиславович
Ива́н Станисла́вович Во́лгин (род. 14 ноября 2003, Челябинск) — российский хоккеист, центральный нападающий клуба «Амур», выступающего в КХЛ.

## Биография
Родился 14 ноября 2003 года в Челябинске. В три года отец привёл его в хоккейную школу челябинского «Трактора», в семье с хоккеем никто не был связан.
В 2021 году подписал контракт с новой командой НМХЛ — «Ямал», первый матч сыграл 18 сентября 2021 года. В составе клуба провёл два сезона. В сезоне 2021/22 был назначен капитаном команды, сыграл 39 матчей и набрал 41 (15+26) очко, в плей-офф не выступал. В следующем сезоне провёл 38 матчей и набрал 52 (22+30) очка, в плей-офф провёл 4 игры, в которых набрал 7 (3+4) очков.
Успехи игрока в НМХЛ заметили менеджеры хоккейного клуба «Амурские тигры» и в августе 2023 года Иван перешёл в состав хабаровчан. Сезон МХЛ 2023/24 стал для молодого игрока не только первым, но и результативным. За 54 игры регулярного чемпионата ему удалось набрать 64 (24+40) очка. В плей-офф сыграл 3 матча и набрал 3 (1+2) очка. В первом и одновременно последнем для себя сезоне МХЛ он стал лучшим бомбардиром регулярного чемпионата.
В апреле 2024 года подписал двусторонний однолетний контракт с хоккейным клубом «Амур», по которому сезон 2024/25 начал за «Сокол» из ВХЛ.